# Lucas Duda
Lucas Christopher Duda (ur. 3 lutego 1986) – amerykański baseballista występujący na pozycji pierwszobazowego.

## Przebieg kariery
Duda studiował na University of Southern California, gdzie w latach 2005–2007 grał w drużynie uniwersyteckiej USC Trojans. W 2007 roku został wybrany w siódmej rundzie draftu przez New York Mets i początkowo występował w klubach farmerskich tego zespołu, między innymi w Buffalo Bisons, reprezentującym poziom Triple-A. W Major League Baseball zadebiutował 1 września 2010 w meczu przeciwko Atlanta Braves.
W 2014 został przesunięty na pozycję pierwszobazowego. 28 września 2014 w meczu z Houston Astros ustanowił rekord kariery zdobywając 30 home runa w sezonie.
29 lipca 2015 w meczu z San Diego Padres został jedenastym w historii klubu zawodnikiem, który zdobył trzy home runy w jednym spotkaniu, został też drugim po Kirku Nieuwenhuisie, który dokonał tego przed własną publicznością.
27 lipca 2017 w ramach wymiany przeszedł do Tampa Bay Rays. 28 lutego 2018 został zawodnikiem Kansas City Royals, zaś 29 sierpnia 2018 Atlanta Braves.